# George Watson (historiador)
George Grimes Watson  (13 de Outubro de 1927 - 2 de Agosto de 2013) foi um professor, crítico literário e historiador inglês. Era fellow do St John's College da Universidade de Cambridge.

## Biografia

### Educação
Watson nasceu em Brisbane, na Austrália. Foi educado no Brisbane Boys' College da Universidade de Queensland, onde formou-se em inglês em 1948. Conseguiu uma bolsa de estudos para uma segunda graduação e formou-se em inglês do Trinity College da Universidade de Oxford, em 1950.

### Carreira
Linguista talentoso, trabalhou para a Comissão Europeia, como intérprete e verificando suas publicações.
Watson tornou-se professor de inglês na Universidade de Cambridge em 1959 e Fellow do St John's College, em 1961.
Conheceu C. S. Lewis no Socratic Club de Oxford em 1948 e participou de suas palestras. Mais tarde, incluiu-o entre seus melhores professores e, depois que juntou-se Cambridge, entre seus colegas. Entre os estudantes de inglês de Watson no St John's College estava Douglas Adams.

### Política
Era um membro ativo do Partido Liberal. Foi integrante da comissão de co-propriedade do partido de 1951 a 1957. Apoiou Cheltenham nas eleições gerais de 1959. Nas eleições para o Parlamento Europeu de 1979, lutou contra a circunscrição de  Leicester no Parlamento Europeu. Foi tesoureiro sênior do Cambridge University Liberal Club de 1978 a 1992. Era um ferrenho anticomunista.
Em seu testamento, deixou £ 950.000 para os Liberal Democratas.

## Trabalhos

### Livros
Livros de George Watson, muitos reeditados pela Biblioteca do Congresso dos EUA, incluem:
- Unservile state; essays in liberty and welfare (1957).
- Concise Cambridge bibliography of English literature (1958).
- British Constitution and Europe (1959).
- Literary critics, a study of English descriptive criticism (1962).
- Literary critics; a study of English descriptive criticism (1964).
- Concise Cambridge bibliography of English literature, 600-1950 (1965).
- Coleridge the poet (1966).
- Is socialism left? (1967, 1972).
- Study of literature (1968).
- New Cambridge bibliography of English literature, edited by George Watson (1969).
- Literary English since Shakespeare, edited by George Watson (1970).
- English ideology; studies in the language of Victorian politics (1973).
- Literary critics; a study of English descriptive criticism (1973, 1986).
- Politics and literature in modern Britain (1977).
- Discipline of English : a guide to critical theory and practice (1978, 1979).
- Castle Rackrent by Maria Edgeworth, edited with an introduction by George Watson (1980, 1995, 2008).
- Shorter new Cambridge bibliography of English literature (1981).
- Idea of liberalism: studies for a new map of politics (1985).
- Writing a thesis: a guide to long essays and dissertations (1987).
- Certainty of literature: essays in polemic (1989).
- Biographia literaria, or, Biographical sketches of my literary life and opinions by Samuel Taylor Coleridge, edited, with an introduction by George Watson (1991).
- Critical essays on C.S. Lewis, edited by George Watson (1992).
- Lord Acton's History of liberty: a study of his library, with an edited text of his History of liberty notes (1994).
- Lost literature of socialism (1998, 2002, 2010).
- Never ones for theory?: England and the war of ideas (2002).
- Take back the past : myths of the twentieth century (2007).

### Artigos
- "Were the Intellectuals Duped?" Encounter (Dezembro de 1973).
- "Millar or Marx?" Wilson Quarterly (Inverno de 1993).[9]
- "Hitler and the Socialist Dream," Independent (Novembro de 1998)[10]
- "Remembering Prufrock:  Hugh Sykes Davies 1909–1984," Jacket Magazine (Outono de 2001).[11]